# هاشم خان (ورزشکار)
هاشم خان (پشتو: هاشم خان؛ زادهٔ حدود ۱۹۱۰ تا ۱۹۱۴ – درگذشت ۱۸ اوت ۲۰۱۴) یک بازیکن اسکواش اهل پاکستان بود. وی در مسابقات قهرمانی اسکواش بریتانیا در مجموع هفت بار، از سال ۱۹۵۱ تا ۱۹۵۶، و سپس دوباره در ۱۹۵۸ برنده شد. هاشم خان بزرگ خاندان خانواده خان اسکواش است که از دهه ۵۰ تا دهه ۱۹۸۰ بر این ورزش حاکم بود.